# Ukrainische Badmintonmeisterschaft 2009
Die Ukrainische Badmintonmeisterschaft 2009 fand vom 1. bis zum 4. Februar 2009 statt.

## Sieger und Platzierte
| Disziplin    | Gold                          | Silber                                | Bronze                                 |
| ------------ | ----------------------------- | ------------------------------------- | -------------------------------------- |
| Herreneinzel | Dmytro Zavadsky               | Valeriy Atrashchenkov                 | Vitaliy Konov                          |
| Dameneinzel  | Mariya Diptan                 | Larisa Griga                          | Elena Prus                             |
| Herrendoppel | Dmytro Zavadsky Vitaliy Konov | Valeriy Atrashchenkov Georgiy Natarov | Vladislav Druzchenko Maksim Martynenko |
| Damendoppel  | Anna Kobceva Elena Prus       | Larisa Griga Mariya Ulitina           | Alexandra Bardakova Iana Vorotnikova   |
| Mixed        | Dmytro Zavadsky Mariya Diptan | Vladislav Druzchenko Larisa Griga     | Valeriy Atrashchenkov Elena Prus       |